# Chicago VI
Chicago VI je peti studijski album chichaške rock zasedbe Chicago, ki je izšel leta 1973 pri založbi Columbia Records. Gre za prvi album skupine, pri katerem je sodeloval tolkalist Laudir de Oliveira, ki je pri albumu Chicago VIII postal polnopravni član skupine.

## Ozadje
Potem, ko je skupina posnela vseh prvih pet studijskih albumov v New Yorku (razen delov drugega albuma v Los Angelesu), je producent James William Guercio leta 1972 v Nederlandu, Kolorado, postavil Caribou Studios. Dela so bila končana tako, da je skupina lahko februarja 1973 začela s snemanjem albuma. Studio je ostal snemalna baza skupine za naslednja štiri leta.
Robert Lamm je napisal polovico skladb, vključno s svojim odgovorom nekaterim negativnim kritikom Chicaga v skladbi »Critics' Choice«. James Pankow je napisal dva hita z albuma, »Just You 'n' Me« (4. mesto) in »Feelin' Stronger Every Day« (10. mesto), katerega soavtor je bil Peter Cetera, ki je prispeval še skladbo »In Terms of Two« ter odpel vse tri.
Chicago VI je bil komercialno uspešen in je pet tednov preživel na vrhu ameriške lestvice Billboard 200. V Združenem kraljestvu se skupina ni uvrstila na lestvico albumov vse do leta 1976, ko je izšel album Chicago X.
Album je bil miksan in izdan tako v stereu kot v kvadrofoniji. Originalno izdajo je za zgoščenko masteriziral Joe Gastwirt. Leta 2002 je bil album remasteriziran in ponovno izdan pri založbi Rhino Records, dodani pa sta bili še dve skladbi: demo Terryja Katha »Beyond All Our Sorrows« in posnetek Al Greenove »Tired of Being Alone«, ki je bil vzet iz TV oddaje Chicago in the Rockies. Leta 2013 je podjetje Mobile Fidelity Sound Lab remasteriziralo album in ga izdalo v formatu Hybrid SACD.

## Seznam skladb
| Stran 1 | Stran 1                       | Stran 1      | Stran 1            | Stran 1 |
| Št.     | Naslov                        | Pisec        | Vokal              | Dolžina |
| ------- | ----------------------------- | ------------ | ------------------ | ------- |
| 1.      | „Critics' Choice‟             | Robert Lamm  | Robert Lamm        | 2:49    |
| 2.      | „Just You 'n' Me‟             | James Pankow | Peter Cetera       | 3:42    |
| 3.      | „Darlin' Dear‟                | Lamm         | Lamm               | 2:56    |
| 4.      | „Jenny‟                       | Terry Kath   | Terry Kath         | 3:31    |
| 5.      | „What's This World Coming To‟ | Pankow       | Lamm, Cetera, Kath | 4:58    |

| Stran 2 | Stran 2                                 | Stran 2       | Stran 2                 | Stran 2 |
| Št.     | Naslov                                  | Pisec         | Vokal                   | Dolžina |
| ------- | --------------------------------------- | ------------- | ----------------------- | ------- |
| 6.      | „Something in This City Changes People‟ | Lamm          | Lamm/Lee Loughnane/Kath | 3:42    |
| 7.      | „Hollywood‟                             | Lamm          | Lamm                    | 3:52    |
| 8.      | „In Terms of Two‟                       | Peter Cetera  | Cetera                  | 3:29    |
| 9.      | „Rediscovery‟                           | Lamm          | Lamm                    | 4:47    |
| 10.     | „Feelin' Stronger Every Day‟            | Cetera/Pankow | Cetera                  | 4:15    |

| Dodatni skladbi (izdaja 2002) | Dodatni skladbi (izdaja 2002)              | Dodatni skladbi (izdaja 2002) | Dodatni skladbi (izdaja 2002) | Dodatni skladbi (izdaja 2002) |
| Št.                           | Naslov                                     | Pisec                         | Vocals                        | Dolžina                       |
| ----------------------------- | ------------------------------------------ | ----------------------------- | ----------------------------- | ----------------------------- |
| 1.                            | „Beyond All Our Sorrows‟ (Terry Kath demo) | Kath                          | Kath                          | 7:06                          |
| 2.                            | „Tired of Being Alone‟ (with Al Green)     | Green                         | Green                         | 4:09                          |

## Osebje

### Chicago
- Peter Cetera – bas, glavni vokal, spremljevalni vokal, orglice pri »In Terms of Two«
- Terry Kath – električne kitare, akustične kitare, slide kitara, glavni vokal, spremljevalni vokal
- Robert Lamm – klavir, Hammond orgle, clavinet, električni klavir Wurlitzer, Fender Rhodes, sintetizator ARP, Hohner Pianet, glavni vokal, spremljevalni vokal
- Lee Loughnane – trobenta, spremljevalni vokal, tolkala
- James Pankow – trombon, trobilni aranžmaji
- Walter Parazaider – saksofoni, flavta
- Danny Seraphine – bobni, tolkala

### Dodatni glasbeniki
- Laudir de Oliveira – konge
- Joe Lala – konge
- J. G. O'Rafferty – pedal steel

### Produkcija
- Producent: James William Guercio
- Inženir: Wayne Tarnowski
- Asistent inženirja: Jeff Guercio
- Miks: Phil Ramone
- Asistent: Richard Blakin
- Oblikovanje ovitka: John Berg, Nick Fasciano
- Fotografija: Barry Feinstein

## Lestvice

### Tedenske lestvice
| Leto | Lestvica      | Mesto |
| ---- | ------------- | ----- |
| 1973 | Billboard 200 | 1     |

### Singli
| Leto | Single                       | Lestvica                     | Mesto |
| ---- | ---------------------------- | ---------------------------- | ----- |
| 1973 | »Feelin' Stronger Every Day« | Billboard Hot 100            | 10    |
| 1973 | »Just You 'n' Me«            | Billboard Adult Contemporary | 7     |
| 1973 | »Just You 'n' Me«            | Billboard Hot 100            | 4     |

## Certifikati
| Organizacija | Nivo              | Datum             |
| ------------ | ----------------- | ----------------- |
| RIAA – ZDA   | Zlati             | 18. julij 1973    |
| RIAA – ZDA   | Platinasti        | 21. november 1986 |
| RIAA – ZDA   | Dvojno platinasti | 21. november 1986 |